# Norwegian Breakaway
Le Norwegian Breakaway  est un navire de croisière construit aux chantiers Meyer Werft de Papenburg, en Allemagne pour la compagnie Norwegian Cruise Line. Il a été livré le 30 avril 2013 et inaugure la classe Breakaway. 

## Histoire
Le Norwegian Breakaway est le tout premier navire de la classe Breakaway. Le nom du navire, ainsi que celui de son sister-ship Norwegian Getaway ont été annoncés en 2011 après un concours public. La construction du paquebot est confiée aux chantiers allemands de Meyer Werft, principaux chantiers navals de la flotte de Norwegian Cruise Line. Le navire est livré en avril 2013 et effectue une croisière inaugurale de Bremerhaven, en direction de Rotterdam. 
Le navire effectue à ce jour des croisières en Amérique du Nord, au départ de Miami. 
En avril 2025, il est en Méditerranée. Le 8 avril, il est à l'ancre devant Cannes.[réf. nécessaire]